# Volodîmîrivka, Volodîmîr-Volînskîi
Volodîmîrivka (în ucraineană Володимирівка, poloneză Włodzimierzówka) este un sat în comuna Lotnîce din raionul Volodîmîr-Volînskîi, regiunea Volînia, Ucraina.

## Demografie
Componența lingvistică a localității Volodîmîrivka
     Ucraineană (98,5%)
     Rusă (1,5%)
Conform recensământului din 2001, majoritatea populației localității Volodîmîrivka era vorbitoare de ucraineană (98,5%), existând în minoritate și vorbitori de rusă (1,5%).